# Anglofilia

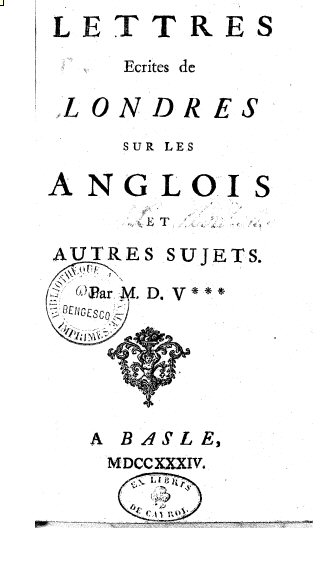
Frontespizio delle Lettere inglesi di Voltaire del 1733, la prima opera spiccatamente anglofila della storia della letteratura internazionale

L'anglofilia è l'atteggiamento di una persona che ammira l'Inghilterra, il suo popolo, la sua cultura e la sua lingua. Tramite il termine "anglofilia", che si riferisce in senso stretto all'Inghilterra, si è soliti riferirsi ad un'affinità al Regno Unito nel suo insieme, includendo quindi Scozia, Galles ed Irlanda del Nord. In questo caso ha preso piede il termine "Britofilia", che però, pur essendo più accurato, è utilizzato con più rarità.

## Etimologia
La parola deriva dal latino Anglii, e dal greco φίλος philos, "amico." Il suo antonimo è anglofobia.

## Storia
Un primo uso del termine anglofilia venne utilizzato nel periodico All the Year Round del 1864 di Charles Dickens, nel quale egli descriveva la Revue des Deux Mondes come "qualcosa di 'anglofilo'."

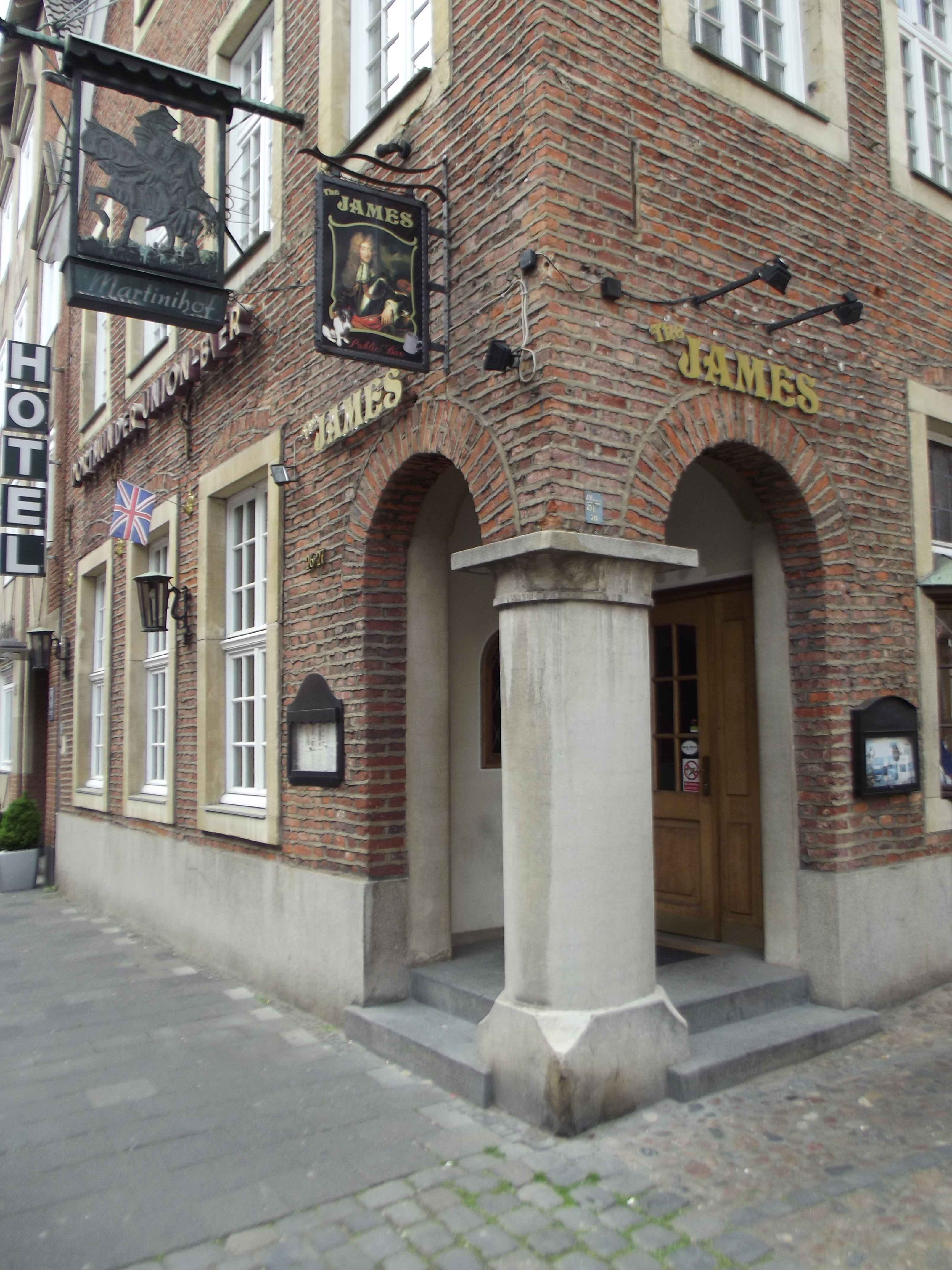
The James, un pub di stile inglese a Münster, in Germania, che espone la bandiera del Regno Unito e l'insegna con Giacomo II

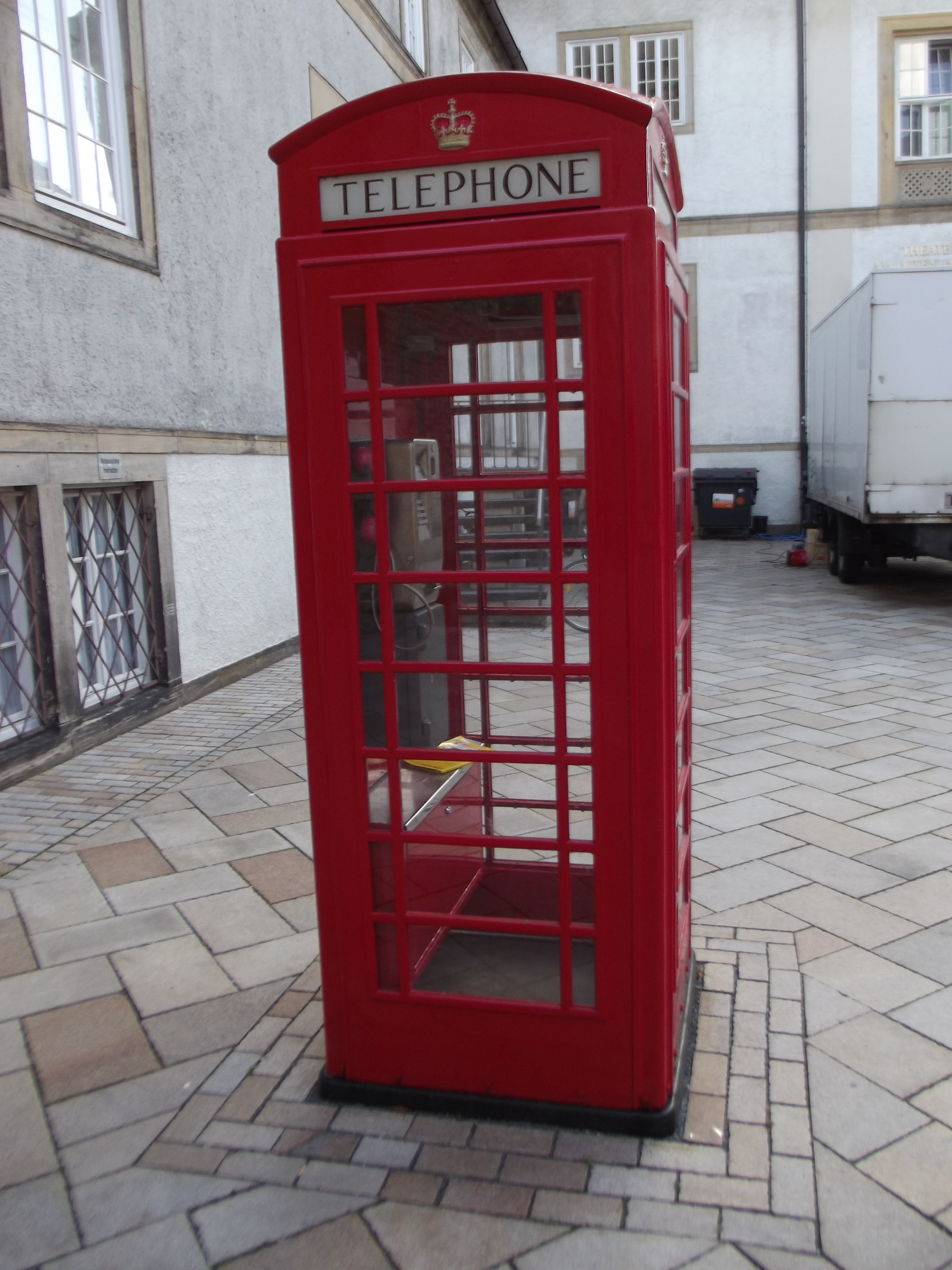
Una cabina telefonica tedesca Bielefeld gestita dalla Telekom, un chiaro omaggio alle cabine telefoniche tradizionali inglesi.

In molti casi, il termine anglofilia rappresenta un apprezzamento particolare e personale per la storia inglese e la cultura inglese (ad esempio per William Shakespeare, Jane Austen, Samuel Johnson, Gilbert e Sullivan). L'anglofilia può essere anche caratterizzata da un'ammirazione per la monarchia inglese ed il suo sistema di governo (ad esempio il sistema Westminster del parlamento) o per altre istituzioni (ad esempio la Royal Mail), o addirittura può essere legato ad una nostalgia per l'antico Impero britannico. Gli anglofili apprezzano talvolta attori, film, show TV, show radio, commedie, musicisti, libri, riviste, modisti, auto e tradizioni di cultura o subculture inglesi.
La predilezione degli anglofili in campo linguistico si concentra sull'uso di espressioni e grafia espressamente relativi alla lingua inglese corretta come l'uso di colour anziché color o centre anziché center.

## Anglomania
Attorno al 1722, il filosofo francese Voltaire divenne un anglofilo; visse in Gran Bretagna tra il 1726 ed il 1728. Durante questo periodo in Inghilterra, Voltaire apprese l'inglese ed espresse più volte ammirazione per la Gran Bretagna, una terra dove, a differenza della Francia, la censura era in decadenza, e ciascuno poteva esprimere liberamente il proprio punto di vista, ed occuparsi degli affari era un fatto rispettabile. Voltaire espresse la sua anglofilia nelle sue Lettere inglesi, un'opera scritta in inglese e pubblicata a Londra per la prima volta nel 1733, dove espresse ammirazione verso l'empirismo della cultura inglese.
La versione francese dell'opera, Lettres philosophiques, venne bandita nel 1734 e giudicata anticlericale dopo diverse lamentele da parte della chiesa cattolica francese; il libro venne pubblicamente dato alle fiamme a Parigi e l'unico libraio che si disse disposto a venderlo venne inviato alla Bastiglia. Ad ogni modo, continuarono a circolare e ad essere stampate copie illegali dell'opera a Rouen ed il libro ebbe in breve tempo un grande successo in Francia, diffondendo quella che divenne nota come Anglomanie. Le Lettres philosophiques furono tra le prime opere a fare grande presa sul pubblico inglese dopo le opere di scrittori e pensatori del calibro di Jonathan Swift, Isaac Newton e William Shakespeare, i quali per contro iniziarono a diffondersi in Francia dove erano meno noti. Il successo delle Lettres philosophiques e la conseguente ondata di anglomania introdussero in Francia il cibo inglese, lo stile inglese e persino i giardino all'inglese nella progettazione di parchi e aree verdi. L'anglomania produsse anche un effetto contrario nell'opera di H. L. Fougeret de Monbron che pubblicò il suo Préservatif contre l'anglomanie (Antidoto contro l'anglomania) nel 1757, che si concentrò nell'evidenziare la superiorità della cultura francese, attaccando la democrazia inglese come mera "mobocrazia".

## Shakespearomania
L'anglofilia divenne popolare negli stati tedeschi tra la fine del XVIII secolo e l'inizio del XIX secolo quando il pubblico tedesco iniziò ad interessarsi all'opera di Shakespeare, un fenomeno noto appunto come Shakespearomania. Nel 1807, August Wilhelm Schlegel tradusse tutte le opere di Shakespeare in tedesco, le quali acquisirono una tale popolarità al punto che alcuni nazionalisti tedeschi iniziarono a ritenere che Shakespeare fosse di origini tedesche e che avesse scritto in inglese per la sua anglofilia. Diversi attori inglesi si erano portati in visita nel Sacro Romano Impero dal XVI secolo e attraverso di loro riprese forte l'opera di Shakespeare in tutto l'impero. Lo scrittore Johann Wolfgang von Goethe definì le opere di Shakespeare "una grande fiera animata", attribuendogli addirittura delle doti che anticipavano l'Illuminismo, scrivendo di lui: "[con lui] l'Inghilterra (circondata dal mare, avvolta dalla nebbia e dalle nubi), è attiva in ogni parte del momndo". Nel Sacro Romano Impero del XVIII secolo, i tedeschi francofili criticarono questa anglofilia, avvicinandosi al teatro classico francese, reputando l'opera di Shakespeare come un "guazzabuglio". In un discorso tenuto a Francoforte il 14 ottobre 1771 Goethe lodò Shakespeare per aver liberato la sua mente dai rigidi canoni francesi, dicendo: "Sono saltato in aria libero, e improvvisamente ho sentito di avere mani e piedi... Shakespeare, amico mio, tu sei con noi oggi, posso vivere solamente con te". Nel 1995, The New York Times osservò: "Shakespeare è stato un vero successo in Germania, dve le sue opere godono di un'immensa popolarità da più di 200 anni. Secondo alcuni estimatori, le opere di Shakespeare sono state rappresentate in Germania più di ogni altra parte del mondo, senza escludere la nativa Inghilterra. Il mercato derivato dal suo lavoro, sia in inglese che nella traduzione tedesca, sembra inestinguibile." A sua volta, l'ossessione tutta tedesca per Shakespeare rese altrettanto popolare la stessa anglofilia, con gli inglesi lodati per la loro natura "spontanea". Lo storico della città di Osnabrück, Justus Möser, scrisse che l'Inghilterra aveva tutto ciò che la Germania unita potesse immaginare, ma la Britannia era in più una terra "organicamente" naturale dove l'aristocrazia rispettava la libertà dei popoli ed aveva un senso del dovere nei confronti della nazione.

## "The Perfect Gentlemen"
Nella Francia del XIX secolo, l'anglofilia prese piede in maniera predominante in certe classi sociali, per quanto avesse ancora difficoltà ad attecchire presso la popolazione. Il noto intellettuale cattolico e monarchico Charles Maurras fu violentemente anglofobico definendo l'Inghilterra come il "cancro" del mondo, facendo marcire tutto ciò che è bene, in particolare nella sua amata Francia. In contrasto a quanto detto da Maurras, il conservatore storico e critico dell’arte Hippolyte Taine che era un anglofilo, ammirava fortemente l'Inghilterra come terra sede di un ordine aristocratico "civilizzato" che si era sempre dimostrato favorevole alla libertà ed all'"autogoverno". Nella sua gioventù, Taine si era sentito oppresso dalla chiesa cattolica francese e disse che gli stessi suoi insegnanti al collegio lo trattavano come "un cavallo da traino". Nel contempo, Taine non aveva fiducia nelle masse, avendo visto cosa aveva provocato la Rivoluzione Francese che aveva dato il potere al popolo, dicendo addirittura che l'estensione del diritto di voto universale sarebbe stato paragonabile a dare il ruolo di capitano di una nave a ciascun marinaio della stessa. Per Taine, la Gran Bretagna incarnava il suo ideale di sistema politico che combinava ordine e libertà, un luogo dove lo stato aveva poteri limitati e la popolazione nel contempo si dimostrava deferente nei confronti dell'élite. Per Taine, l'essenza della grande idée anglaise era "la persuasione che l'uomo fosse soprattutto una persona libera e morale". Taine attribuì questo fatto allo spirito "ebraico" del popolo inglese, che egli vedeva non solo nel protestantesimo, ma in particolar modo nella chiesa d'Inghilterra che Taine ammirava. Taine suggerì che i protestanti inglesi si comportavano in tal modo in quanto erano consci di dover giustificare il loro comportamento presso Dio e per questo avevano creato delle regole morali non solo per gli altri, ma per loro stessi in prima istanza, creando così la cultura dell'autoregolamentazione. Taine aveva una bassa opinione invece del popolo inglese in generale, ma rispettava i gentlemen che aveva incontrato nel corso dei suoi viaggi in terra inglese, lodandone le alte qualità morali. Taine annotava come in Francia il termine gentilhomme facesse riferimento unicamente ad un uomo noto per il suo stile e la sua eleganza e non facesse riferimento alle sue qualità morali; in Francia non vi era un'idea equivalente del gentleman inglese. Nella visione di Taine l'aristocrazia inglese era meritocratica e aperta a nuovi talenti, mentre la nobiltà francese era esclusiva e molto reazionaria. Taine ammirava inoltre le scuole pubbliche come Harrow, Eton e Rugby per la loro capacità di creare dei uomini dai giovani, per quanto ritenesse che le punizioni corporali fossero ormai da ritenere barbarie.
Un francese influenzato pesantemente dalle teorie di Taine sull'anglofilia fu indubbiamente il barone Pierre de Coubertin, che dopo aver letto gli Appunti sull'Inghilterra di Taine si disse intenzionato a fondare una scuola per produrre dei gentlemen sul modello inglese in Francia. De Coubertin era convinto che l'accento dato allo sport nelle scuole inglesi fosse la chiave per produrre dei gentlemen. De Coubertin si disse affascinato in particolare dai metodi sportivi della Rugby School che egli studiò in maniera approfondita credendo che questo successo nella scuola e nella società si riflettesse poi nell'impero coloniale inglese e che se solo i francesi avessero appreso dall'Inghilterra questo modo di fare non sarebbero mai stati sconfitti dai tedeschi nella guerra franco-prussiana. Come Taine, De Coubertin ammirava a tal punto il sistema scolastico inglese da arrivare a dichiarare: "Rinunciamo a questo sogno pericoloso di un'educazione uguale per tutti e seguiamo l'esempio del popolo inglese che ha compreso bene la differenza tra democrazia ed equità!". Dopo aver letto ed amato Tom Brown's School Days ed i saggi di Thomas Arnold, l'anglofilo De Coubertin credette ancora più fermamente che un regime scolastico basato sugli sport potesse creare dei "cristiani muscolari" in Francia. De Coubertin scrisse basandosi su quanto letto in Tom Brown's School Days che ad esempio la boxe è un metodo "naturale e il modo inglese per i ragazzini per risolvere le problematiche che si pongono loro d'innanzi" e pertanto "Porre un paio di pugni al servizio di Dio sia una condizione per servirlo a dovere". Dopo aver incontrato William Ewart Gladstone nel 1888, De Coubertin gli chiese se fosse favorevole a considerare che la renaissance britannique fosse dovuto in gran parte alle riforme educative volute da Arnold, tesi che stupì molto Gladstone, che rispose a de Coubertin: "Il vostro punto di vista è nuovo, ma... è giusto". Nel 1890, De Coubertin prese parte ai Wenlock Olympian Games organizzati da William Penny Brookes, un medico che de Coubertin definì "un medico inglese d'altri tempi, romantico e pratico nel contempo". De Coubertin rimase folgorato dai giochi tenutisi nel villaggio di Much Wenlock, nello Shropshire, ritenendo che ciò fosse possibile in un paese avanzato come l'Inghilterra. De Coubertin amava la campagna inglese e rimase impressionato da questo fatto al punto da scrivere: "Gli anglosassoni sono riusciti a unire l'amore per la loro terra e per la loro nazione col gioco, rafforzandosi gli uni con gli altri". Furono proprio i giochi di Much Wenlock che ispirarono De Coubertin a organizzare le prime olimpiadi moderne ad Atene nel 1896.

## "La Questione Orientale": l'anglofilia nei Balcani
Tra il XIV ed il XVII secolo, la regione dei Balcani in Europa venne conquistata dall'Impero ottomano. Nel XIX secolo, vari popoli ortodossi come i greci, i bulgari ed i serbi, si sollevarono contro gli stessi ottomani ottenendo l'indipendenza. La politica inglese riguardo alla "Questione Orientale" ed ai Balcani in particolare oscillò in quell'epoca tra il declino della potenza ottomana col terrore del crescente potere della Russia, tradizionale amica-nemica dell'Inghilterra, e il contrasto est-ovest, in particolare per il ruolo dei cristiani oppressi dagli ottomani.

### Bulgaria
Nel 1876, una rivolta scoppiata in Bulgaria venne pesantemente repressa dagli ottomani con saccheggi, omicidi, stupri e rapimenti per farne schiavi a danno dei bulgari, scontri che portarono alla morte di circa 15.000 civili bulgari in una serie di massacri che scossero l'opinione pubblica occidentale. Il governo conservatore sotto il primo ministro Benjamin Disraeli, che vedeva l'impero ottomano come un muro contro la Russia, cercò di negare i cosiddetti "orrori bulgari" sul terreno della realpolitik. Per contro, il primo ministro liberale William Ewart Gladstone si schierò energicamente a favore dei popoli balcanici che vivevano sotto il dominio ottomano, rendendo pubblici gli "orrori bulgari" nel suo famoso pamphlet del 1876 dal titoloThe Bulgarian Horrors and the Question of the East, e chiedendo che l'Inghilterra supportasse l'indipendenza di tutti i popoli balcanici sul piano dell'assistenza umanitaria. Anche se il governo inglese sotto Disraeli aveva supportato gli ottomani, la campagna di Gladstone per denunciare gli abusi commessi dai turchi non solo risultò particolarmente popolare nei Balcani, ma lanciò un'ondata di anglofilia tra i cristiani dei Balcani che iniziarono così ad ammirare l'Inghilterra e la sua politica. L'anglofilia fu un fenomeno raro nei Balcani del XIX secolo in quanto molti erano più propensi a guardare a Francia e Russia come modelli ideali di governo nell'area. Gladstone si vedeva come un difensore dei diritti umani al punto che nel 1890 venne aspramente criticato per le leggi anti-cinesi firmate in Australia che andavano a penalizzare i cinesi. Nel contempo, Gladstone era visto come un campione dei diritti delle piccole nazioni, essendosi fatto patrono del supporto dell'"Home Rule" per l'Irlanda. Diversi anglofili dei Balcani come ad esempio Vladimir Jovanović e Čedomilj Mijatović in Serbia; Ioannes Gennadius e Eleutherios Venizelos in Grecia e Ivan Evstratiev Geshov in Bulgaria furono tutti inclini pertanto al liberalismo inglese sul modello proprio di Gladstonian. Inoltre, tutti i personaggi menzionati, cercarono nei loro rispettivi ambienti di creare istituzioni al servizio della loro popolazione anziché un mero stato individuale. Infine, per quanto Venizelos, Geshov, Jovanović Gennadius e Mijatović fossero tutti dei nazionalisti, per lo standard dei Balcani essi erano reputati dei nazionalisti tolleranti sul modello del Regno Unito, dove inglesi, scozzesi, gallesi e irlandesi vivevano insieme in pace ed armonia in un unico regno, o questa almeno era la visione che i balcanici avevano dell'area britannica.

### Serbia
Uno dei primi anglofili serbi fu lo scrittore, filosofo, traduttore e primo ministro dell'educazione serbo Dositej Obradović. Egli fu la prima persona nella storia della Serbia moderna a connettere le due culture tra loro.
Jovanović era un economista e politico serbo di vedute liberali che rimase particolarmente influenzato dall'opera Sulla Libertà di John Stuart Mill del 1859 e dalle teorie politiche di Gladstone, ritenendo che il punto di vista inglese fosse il modello ideale per condurre la Serbia verso una modernizzazione dopo che essa era emersa de facto come stato indipendente nel 1817 dopo quasi quattro secoli di dominazione ottomana. Nel 1863 Jovanović pubblicò a Londra un pamphlet in lingua inglese dal titolo La Nazione Serba e la Questione Orientale dove cercò di stendere dei parallelismi tra la storia inglese e quella serba, ponendo la propria enfasi sulle lotte per l'indipendenza di entrambe le nazioni e per la loro cultura. Dopo il suo ritorno in Serbia, Vladimir Jovanović diede lettura del testo a Belgrado dicendo: “Guardiamo all'Inghilterra il cui nome ha raggiunto una tale fama. Fortunate circostanze ne hanno fatto un paese dove il progresso generale dell'umanità è stato raggiunto nel migliore dei modi possibili. Non vi è verità nota o scienza che non sia intriso della coscienza inglese... In un mondo come il nostro, tutte le condizioni di progresso si trovano oggi in Inghilterra."
Il diplomatico, economista e politico Čedomilj Mijatović divenne anglofilo dopo aver sposato l'inglese Elodie Lawton nel 1864. Negli anni 1884–86, 1895–1900 e 1902–03, Mijatović fu ambasciatore serbo a Londra, periodo durante il quale venne coinvolto in una serie di iniziative culturali e si innamorò a tal punto dell'Inghilterra da vivere a Londra dal 1889 sino alla sua morte nel 1932. Durante questo periodo, Mijatović fu uno dei più prolifici traduttori di libri inglesi in lingua serbo-croata, scrivendo pure sei libri in lingua inglese. Mijatović credeva che la Gran Bretagna avesse molto da insegnare alla Serbia, e preferì tradurre libri che fossero ispiratori di un ideale liberale per il suo popolo. Questo liberalismo di Mijatović, lo rappresentò anche alla Conferenza di Pace de L'Aia del 1899 rappresentando la Serbia, seppur con scarso successo. Nel 1912, Mijatović attribuì il suo essere cosmopolita alla sua vita a Londra, scrivendo ad un amico in Serbia: "Sono un uomo anziano, invero, ma non ho mai avuto altro spazio nel mio cuore che per l'amore e il progresso per la nostra Serbia, ma ho interesse anche al progresso del mondo. A Londra un uomo può veramente sentirsi 'cittadino del mondo' e non può vedere orizzonte più piano e alto nel contempo." Come molti altri anglofili balcanici, Mijatović era desideroso di riunire l'ortodossia alla chiesa anglicana, e la sua politica fu in questo anche influenzata da Gladstone. Mijatović scrisse inoltre venti novelle in serbo, tutte a tema storico, ispirate al suo scrittore preferito, Sir Walter Scott.
Lo scrittore e politico Geshov iniziò a studiare inglese a 14 anni e a 16 si trasferì a Manchester, studiando poi all'Owen College. Durante questo periodo in Gran Bretagna, Geshov disse: "Ero influenzato dalla politica e dalla vita sociale inglese già nell'età dell'adolescenza. E ciò che più mi rimane nella mente di quegli anni sono le opere di John Stuart Mill." Nel 1885, la Serbia attaccò la Bulgaria, e dopo la sconfitta dei serbi, Geshov negoziò un trattato di pace con l'amico anglofilo Mijatović, portando quest'ultimo a scrivere nelle sue memorie: "Il delegato bulgaro Ivan Geshov e io, mostrando comune ammirazione nei confronti del popolo inglese, siamo divenuti particolarmente amici". Pesantemente influenzato dal pensiero di Mill, Geshov divenne un portavoce del liberalismo nella nuova Bulgaria indipendente, parlando sovente in favore delle riforme politiche e sociali. Nel 1911, l'anglofilo Geshov divenne primo ministro di Bulgaria ed iniziò degli accordi segreti col primo ministro greco, anglofilo, Venizelos per la costituzione di una Lega dei Balcani per scacciare gli ottomani dall'area una volta per tutte. Nella successiva prima guerra balcanica del 1912–13, la Lega dei Balcani composta da Serbia, Bulgaria, Grecia e Montenegro inflisse una serie di sconfitte agli ottomani che vennero praticamente costretti a ritirarsi dai Balcani.

### Grecia
Gennadius era un ricco greco e famoso bibliofilo educato al college protestante inglese di Malta da dove era passato poi a Londra nel 1863 all'età di 19 anni per lavorare come giornalista del giornale liberale The Morning Star. A seguito di una serie di omicidi commessi da banditi greci a danno di alcuni aristocratici inglesi, Gennadius pubblicò un pamphlet dal titolo Note sui recenti omicidi di briganti in Grecia nel quale difese il popolo greco dall'accusa rivoltagli dalla stampa inglese di complicità con quanto accaduto. Dal 1875 al 1880 Gennadius lavorò all'ambasciata greca a Londra, tenendo nel 1878 un discorso nel quale dichiarò: "Abbiamo visto le nostre due nazioni, la grande Britannia e la piccola Grecia, che hanno ottenuto alla fine il massimo gradino nei popoli della terra, in diverse epoche, ma ciò che ci ha guidato è l'identico amore per la civilizzazione ed il progresso". Gennadius fu diverse volte ambasciatore greco a Londra, sposò una donna inglese nel 1904 e lavorò sodo per tenere alti i legami tra Grecia e Gran Bretagna, sostenendo la fondazione della Società di Studi Ellenici a Londra e la Scuola inglese di Archeologia di Atene. Riflettendo la sua anglofilia, Gennadius fu un ecumenista che tentò di sostenere l'unione della chiesa ortodossa con quella inglese donando la sua copiosa collezione di 24.000 volumi al popolo greco col nome di Gennadeion.
Venizelos fu un politico liberale greco che prestò servizio come primo ministro diverse volte tra il 1910 ed il 1933. Durante la prima guerra mondiale, Venizelos tentò di far schierare la Grecia al fianco della Triplice Alleanza, portando così re Costantino I a guidare uno scisma nazionale tra i sostenitori della politica del sovrano (filo-tedesco) e quella del primo ministro (filo-inglese). Nel 1915, Venizelos dichiarò in un'intervista ad un giornalista inglese: "Qualsiasi cosa accada nelle prossime settimane critiche, non lasciamo che l'Inghilterra dimentichi la Grecia, nel cuore e nella terra, ricordando i passati atti di amicizia reciproci e guardando ai giorni a venire". La speranza di Venizelos era quella di convincere anche il re di Grecia a combattere all'insegna dell'anglofilia in quanto seriamente egli credeva che la Grecia avesse molto da apprendere dalla Gran Bretagna, supportando per questo la fondazione dell'associazione anglo-ellenica nel 1918, credendo nel contempo che un'alleanza con l'impero britannico avrebbe consentito alla Grecia di raggiungere infine la Megali Idea (il progetto di estensione del governo greco anche in Anatolia).

## Die Swingjugendeles Zazous
Sul finire degli anni '30 del Novecento, in Germania, emerse una cultura giovanile chiamata die Swingjugend ("la gioventù dello swing"), un gruppo di giovani tedeschi che si opponevano alla Gioventù hitleriana ed alla Lega delle giovani tedesche, ma che amavano ritrovarsi a ballare le ultime "musiche inglesi" alla moda (in realtà solitamente si trattava di pezzi americani di swing o jazz), cosa all'epoca illegale nella Germania nazista. La "gioventù dello swing" era composta perlopiù da borghesi della Germania settentrionale. Amburgo, la più anglofila delle città tedesche, divenne quindi la capitale di questo movimento. Gli aderenti al movimento erano dichiaratamente anglofili e lo manifestavano vestendosi all'inglese, portando con sé degli ombrelli, fumando pipe, mentre le ragazze si arricciavano i capelli a boccoli e si truccavano. Nel Terzo Reich, il "look naturale" non prevedeva l'uso di trucco e proprio per questo questa visione era osteggiata dagli aderenti al movimento. Per meglio riflettere la loro anglofilia, i "giovani dello swing" preferivano spesso parlare e scriversi in inglese. Per i primi cinque anni dell'esistenza del Terzo Reich, la propaganda nazista fu perlopiù favorevole alla Gran Bretagna dal momento che lo stesso Hitler si augurava un'alleanza anglo-tedesca, ma nel 1938, quando divenne ormai chiaro che gli inglesi non si sarebbero schierati coi tedeschi in un possibile conflitto, la propaganda del regime divenne fieramente anglofobica col lancio di una campagna denigratoria dall'autunno del 1938. Alla luce di questo, l'anglofilia dei "giovani dello swing" venne vista come un implicito rifiuto del regime. Per contro, gli aderenti a questo movimento iniziarono ad accogliere sempre più ebrei al loro interno delle loro file oltre a Mischlinge ("razza mista"). Il musicologo tedesco Guido Fackler descrisse così la Swingjugend: "La Swingjugend rifiutava lo stato nazista, in particolare per la sua ideologia e uniformità, il suo militarismo, il suo "principio del Führer" ed il livellamento del senso di Volksgemeinschaft (comunità popolare). Subirono una notevole repressione delle loro libertà personali. Si ribellarono contro tutto ciò col jazz e lo swing, proclamando l'amore per la vita, l'autodeterminazione, il nonconformismo, la libertà, l'indipendenza, il liberalismo, l'internazionalismo." Malgrado la dichiarazione di guerra inglese alla Germania il 3 settembre 1939, i "giovani dello swing" continuarono ad adottare il loro stile inglese che portò il regime nazista a schiacciarli sempre più: in un raid del 1941 ad Amburgo, circa 300 aderenti al movimento vennero arrestati. Almeno settanta di questi giovani, considerati i capi del movimento, vennero inviati nei campi di concentramento. Il movimento non fu mai politico, per quanto rifiutasse diversi aspetti dell'ideologia nazista, ma la persecuzione dei suoi membri contribuì all'allontanamento di molti degli aderenti ancora di più dalla Germania nazista. Un movimento simile a quello dei "giovani dello swing" fu quello degli Zazou in Francia che preferivano vestire lo style anglais e capelli à la mode d'Oxford, parlando inglese e come la loro controparte tedesca amavano ascoltare musica inglese ed americana.

## Il sostegno in Asia
Tra i membri del popolo Karen di Burma che si convertirono al cristianesimo ad opera dei missionari inglesi nel XIX secolo, per lungo tempo vi fu un sentimento di anglofilia dovuto all'oppressione subita dallo stato militaristico di Burma sofferta per molto tempo. Stessa cosa avvenne per il popolo Shan a partire dagli anni '80 dell'Ottocento, quando l'aristocrazia locale, educata perlopiù alla scuola inglese di Taunggyi e nelle università inglesi, portò un sentimento anglofilo. I Karens combatterono al fianco degli inglesi nelle tre guerre di Burma e nella seconda guerra mondiale seppero resistere alla propaganda pan-asiatica dei giapponesi (che avevano l'intento di unificare l'intero continente sotto il loro dominio). I Karens rimasero leali agli inglesi ed ingaggiarono una guerriglia contro i giapponesi. Un veterano karen della seconda guerra mondiale in un'intervista del 2009 spiegò di aver resistito alle pressioni della propaganda giapponese semplicemente per il fatto di essere un karen e i karens, esattamente come gli Shan ed i Mon, tutti "apprezzavano grandemente" gli inglesi, preferendo combattere al fianco dei loro amici. Il veterano disse che nella mente di tutti i karen vi era la lealtà alla Corona britannica come principio fondamentale. Ancora nel 1981, l'élite locale dei Karen era descritta come anglofila. In un'intervista del 1997, un veterano Shan si disse nostalgico dell'impero britannico: "Il popolo Shan aveva raggiunto pace e prosperità sotto il governo britannico, nei giorni della colonizzazione. Ancora oggi le persone anziane ricordano quel periodo con le lacrime agli occhi. Ricordiamo i bei giorni nei quali gli inglesi governavano il paese. Furono i migliori. Avevamo la pace. Avevamo la tranquillità. Dopo l'indipendenza, la miseria investì in pieno i burmesi."

## Un modello per il Brasile
Lo scrittore brasiliano Gilberto Freyre fu un noto anglofilo. Freyre venne influenzato in particolare dagli scrittori romantici e vittoriani dell'Inghilterra del XIX secolo, in particolare dall'opera di Thomas Carlyle, John Ruskin e Herbert Spencer. Freyre proveniva dal nordest del Brasile, area che durante il XIX secolo fu nell'orbita commerciale inglese come altre regioni brasiliane, e Freyre associò dunque la Gran Bretagna alla modernità ed al progresso, un punto di vista che egli espresse nel suo libro Ingleses no Brasil del 1948. Promuovendo la sua teoria del lusotropicalismo, dove la commistione delle razze era vista positivamente per il bene del Brasile, Freyre venne influenzato nella sua visione dell'impero britannico come un'entità multietnica, multi razziale, plurilinguistica e plurireligiosa, tutte caratteristiche unite insieme dall'unico spirito di fedeltà alla Corona britannica. Freyre sostenne che solo col modello dell'impero britannico che aveva saputo unire popoli, lingue e culture diverse tra loro, il Brasile avrebbe potuto essere una vera nazione, unendo insieme i discendenti degli indiani d’America, schiavi africani e immigrati dall'Europa e dall'Asia. Freyre scrisse anche dei saggi per promuovere scrittori inglesi e irlandesi come sir Walter Scott, George Meredith, William Butler Yeats e James Joyce che erano perlopiù sconosciuti al grande pubblico brasiliano dell'epoca. Impegnato politicamente a sinistra, Freyre lodò la vittoria dei laburisti alle elezioni del 1945 come la "rivoluzione socialdemocratica inglese" che avrebbe dovuto diffondersi a sua detta anche in Brasile. L'anglofilia politica di Freyre lo portò quindi a definire sir Stafford Cripps, leader dei laburisti e della coalizione di sinistra in Inghilterra, come uno dei politici più validi della sua epoca, bollando invece il conservatore Winston Churchill come reazionario arcaico.

## I janeiti americani
Il critico della cultura inglese Robert P. Irvine ha fatto notare nei suoi studi come la popolarità dei racconti di Jane Austen, ancor più con gli adattamenti teatrali prima e cinematografici poi, hanno costituito una parte importante del "capitale culturale" dei "bianchi d'America" sin dalla fine del XIX secolo. Irvine ha fatto notare come gli americani sin dalla loro costituzione come popolo indipendente avessero abbracciato a pieno la società Regency dell'Inghilterra di fine Settecento come rappresentata appunto da Austen nelle sue opere, ma nel contempo cercando di riferire tale periodo ad alcuni elementi chiave della storia degli Stati Uniti. Il mondo così come era stato rappresentato da Jane Austen composto da norme sociali ed aspettative di un certo carattere, in particolare nelle relazioni tra i due sessi, trovò terreno fertile tra gli statunitensi dell'epoca.
Irvine ha sottolineato nei suoi scritti come molti americani sentano una certa nostalgia per la società del sud degli Stati Uniti precedente alla guerra civile americana ed un chiaro manifesto ne é il film Via col vento, per quanto questa fosse basata sulla schiavitù. Irvine ha sostenuto che gli adattamenti cinematografici sempre più frequenti delle opere della Austin abbiano contribuito in qualche modo a colmare questo vuoto creatosi nella società statunitense senza che vi fosse una qualche connotazione politica ancora oggi valida come nel caso ad esempio del sostegno agli stati sudisti. A differenza dell'Inghilterra, le opere di Austen in America hanno iniziato a diffondersi dagli anni '90 del Novecento in maniera sempre più frequente come parte dell'"agenda culturale conservatrice" in quanto il mondo della Austen rappresenta una parte del "capitale culturale" dell'élite americana.
Irvine ha individuato il motivo trainante di questo sentimento nella probabile "gerarchizzazione della società" come pure dello "status sociale basato sul denaro" che era importante all'epoca ed importante anche nei moderni Stati Uniti. Per quanto gli Stati Uniti stessi siano fondati su principi di uguaglianza e meritocrazia, il rispetto che gli americani tributano alle opere della Austen che rappresentano un mondo basato sulle classi sociali rappresenta un elemento diverso e nel contempo fondante della propria storia.
E' nato quindi il movimento culturale anglofilo dei janeisti (fans di Jane Austen), composto prevalentemente da un pubblico femminile, che Irvine fa iniziare con l'adattamento cinematografico di Orgoglio e pregiudizio del 1995.